# Hilaire Benoît Reynaud
Pour les articles homonymes, voir Reynaud.
Hilaire-Benoît, baron Reynaud (né le 9 juin 1772 à Agde et mort le 25 décembre 1855 à Montpellier (Hérault)), est un général français.

## Biographie[1]
Hilaire Reynaud a 9 ans lorsqu'il entre le 12 septembre 1781, comme boursier du roi, au collège royal militaire d'Effiat, où il retrouve son frère aîné Charles, entré au collège sept plus tôt. Il y reçoit une éducation soignée, dispensée par les Oratoriens et apprend le métier des armes : depuis 1776, le collège était école royale militaire et formait des officiers pour le service du roi. Reynaud quitte le collège d'Eiffiat le 7 mai 1786, et rejoint sur ordre de Louis XVI le régiment de Médoc infanterie, commandé par le colonel Sérurier.
Il entre au service le 12 août 1791 comme sergent-major aux bataillon de chasseurs du Midi, formé à Paris et fait les campagnes de 1792 à l’an VIII aux armées du Midi, en Vendée puis en Italie. Passé, le 1er décembre 1792, comme sous-lieutenant au 70e régiment d'infanterie de ligne, ci-devant Médoc, incorporé lors du premier amalgame dans la 129e demi-brigade de bataille, elle-même incorporée dans la 32e Demi-brigade d’Infanterie de Ligne au second amalgame, il est blessé en juin 1793 au combat du col de Raous dans les Alpes. Il est nommé aide-de-camp du général Sérurier le 4 brumaire an II (25 octobre 1793) puis réintégré dans sa demi-brigade comme lieutenant le 23 germinal an III (12 avril 1795). À nouveau nommé aide-de-camp du général Sérurier le 13 fructidor (30 août) suivant, il passe, en cette qualité, capitaine le 13 ventôse an V (3 mars 1797) et chef-de-bataillon le 16 messidor (4 juillet) suivant. Admis avec son grade dans la Garde des consuls le 28 pluviôse an VIII (22 février 1800), il se retrouve quatre mois plus tard à Marengo. Il embarque en l’an X pour Saint-Domingue où il est promu adjudant-commandant le 22 fructidor an XI (9 septembre 1803).
À son retour en France, il est nommé colonel du 15e Régiment d’Infanterie de Ligne le 16 germinal an XII (6 avril 1804), devient membre de la Légion d’Honneur le 16 prairial (5 juin) suivant et commandeur de l’Ordre le 25 (14) du même mois et il est nommé adjudant supérieur du palais impérial, adjoint au général Duroc, duc de Frioul, grand-maréchal du Palais de l'Empereur. Il fait, avec le 8e Corps de la Grande Armée, la campagne de Prusse et de Pologne et combat à la bataille d'Iéna en octobre 1806. Il sera blessé d'un coup de biscaïen à la jambe droite, à Friedland en juin 1807, où sa belle conduite est signalée à l'Empereur par le maréchal Mortier, duc de Trévise. Un témoin oculaire relate un échange de l'Empereur et du colonel Reynaud sur le champ de bataille : 
"Imaginant que les Russes n’avaient lancé une attaque que pour couvrir leur retraite ….., il [Napoléon] fut très surpris d’entendre une canonnade puissante et prolongée. Inquiet, il poussa sa monture, que peu d’autres chevaux pouvaient suivre, et se retrouva rapidement parmi de nombreux blessés qui se dirigeaient vers les ambulances. Parmi eux, il reconnut le Colonel Reynaud du 15e régiment de ligne, et s’arrêta pour lui demander ce qui s’était passé, si son régiment avait battu en retraite, et dans quelles circonstances il avait été blessé. Reynaud, qui avait été atteint par une balle [de mousquet], répondit que, fatigué de voir son régiment sans réaction face à des tirs dévastateurs, il avait ordonné à celui-ci d’avancer et de charger les canons de l’ennemi dans l’espoir d’en prendre quelques-uns. Mais une tranchée qu’il n’avait pas pu voir avait arrêté les hommes, dont 1 500 furent abattus sur place. Il ajouta : « Sur le plateau de Friedland, derrière la position que j’espérais prendre, l’ennemi vient de regrouper un nombre considérable d’hommes, certainement pas moins de 80 000. » L’Empereur, qui ne percevait toujours pas la réalité des choses, trouva ce récit exagéré, et s’écria : « Ce n’est pas vrai ! » à quoi Reynaud, irrité de ne pas être cru, répondit : « Eh bien, je vous jure sur ma tête que les chiffres que je vous ai indiqués sont vrais, et qu’il y a du pain sur la planche ». La seule réponse de l’Empereur fut de donner un grand coup d’éperon à son cheval, qui bondit furieusement en avant, entraînant son maître au milieu même des tireurs d’élite.»  
Il est créé baron de l’Empire le 19 mars 1808 et promu général de brigade le 11 mai pour être affecté le 15 juin suivant au corps d'armée des Pyrénées-Occidentales.

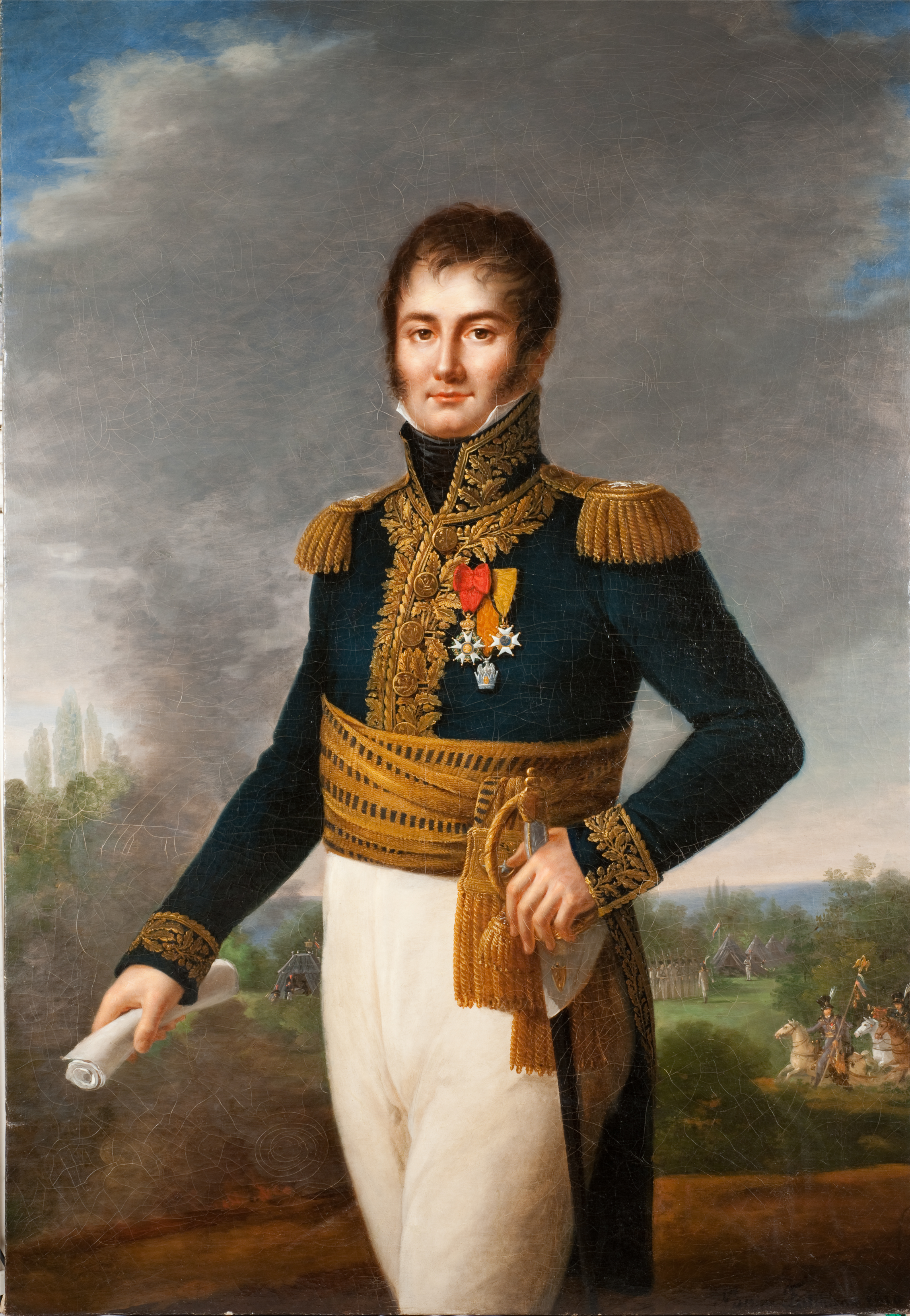
Portrait par Mme Nanine Fulchiron, née Anne Honorée Maron de Montjuzion (1769-1832) - sbd 1810

Passé à l'armée d'Espagne commandée par le maréchal Soult, duc de Dalmatie, il sert en particulier à Medina del Rio-Secco le 14 juillet 1808, à Burgos le 10 novembre 1808, à la prise de Porto du 27 au 29 mars 1809 et à La Corogne où il est décoré de l'ordre de la Couronne de fer sur la demande de Soult. Il choisit en avril 1809, comme aide de camp son beau-frère, Auguste de Chambure, qui sera blessé au siège de Saragosse, à la Bataille d'Ocaña le 19 novembre 1809, à Séville, où il est cité à l'ordre de l'armée, puis participe au siège de Ciudad Rodrigo et à la Bataille de Fuentes de Oñoro où il a l'épaule droite fracassée le 5 mai 1811. Nommé commandant supérieur à Ciudad Rodrigo en mars 1811, Reynaud est fait prisonnier par les Anglais le 15 octobre suivant à la bataille d'Arroyo-Molinos. Le général Thiébaut, gouverneur de la province de Burgos, évoque dans ses Mémoires la capture de Reynaud, alors gouverneur de Ciudad-Rodrigo : sorti imprudemment avec quatre hommes de son état-major pour reconnaître un endroit où paissait et était gardé un troupeau de bœufs qui devait alimenter la garnison, il fut capturé par les guerrillos de Julian Sanchez, faction armée espagnole au service des Anglais.
Incarcéré en Angleterre, il passa quatre années comme « prisonnier de guerre » à Reading. En tant qu’officier, son sort contrastait fortement avec celui des simples soldats : il était d’usage que les officiers soient autorisés à prendre un logement privé et à mener une vie normale, à condition de ne pas quitter la ville. D’après les récits de l’époque, il semble que les officiers français et polonais étaient considérés comme les bienvenus dans la société de Reading. Il ne retourne en France que le 1er mai 1814 ; il devient chevalier de l’ordre royal et militaire de Saint-Louis le 19 juillet 1814, et est nommé commandant du département du Calvados. Pendant les Cent-Jours, il sera placé sous les ordres du général Darricau au commandement du bataillon de tirailleurs fédérés de la Garde Nationale de Paris et se réfugiera aux Invalides le 26 juin 1814. À la Seconde Restauration, il reçoit le commandement de l'arrondissement de Falaise le 15 février 1815 et retrouve celui du Calvados le 8 août 1815, mais il est placé en non activité le 26 août suivant en raison de son attitude suspecte pendant les Cent-jours.
Reynaud finit pourtant par regagner la confiance du gouvernement : avec la recommandation du préfet de l'Hérault Creuzé de Lesser, il est nommé le 30 décembre 1818, inspecteur de l'infanterie dans le cadre de l'état-major. Par la suite, il est affecté à divers postes : commandant de la première subdivision (Haute-Garonne et Ariège) de la 10e division militaire, puis de la Haute-Garonne seul en 1823.

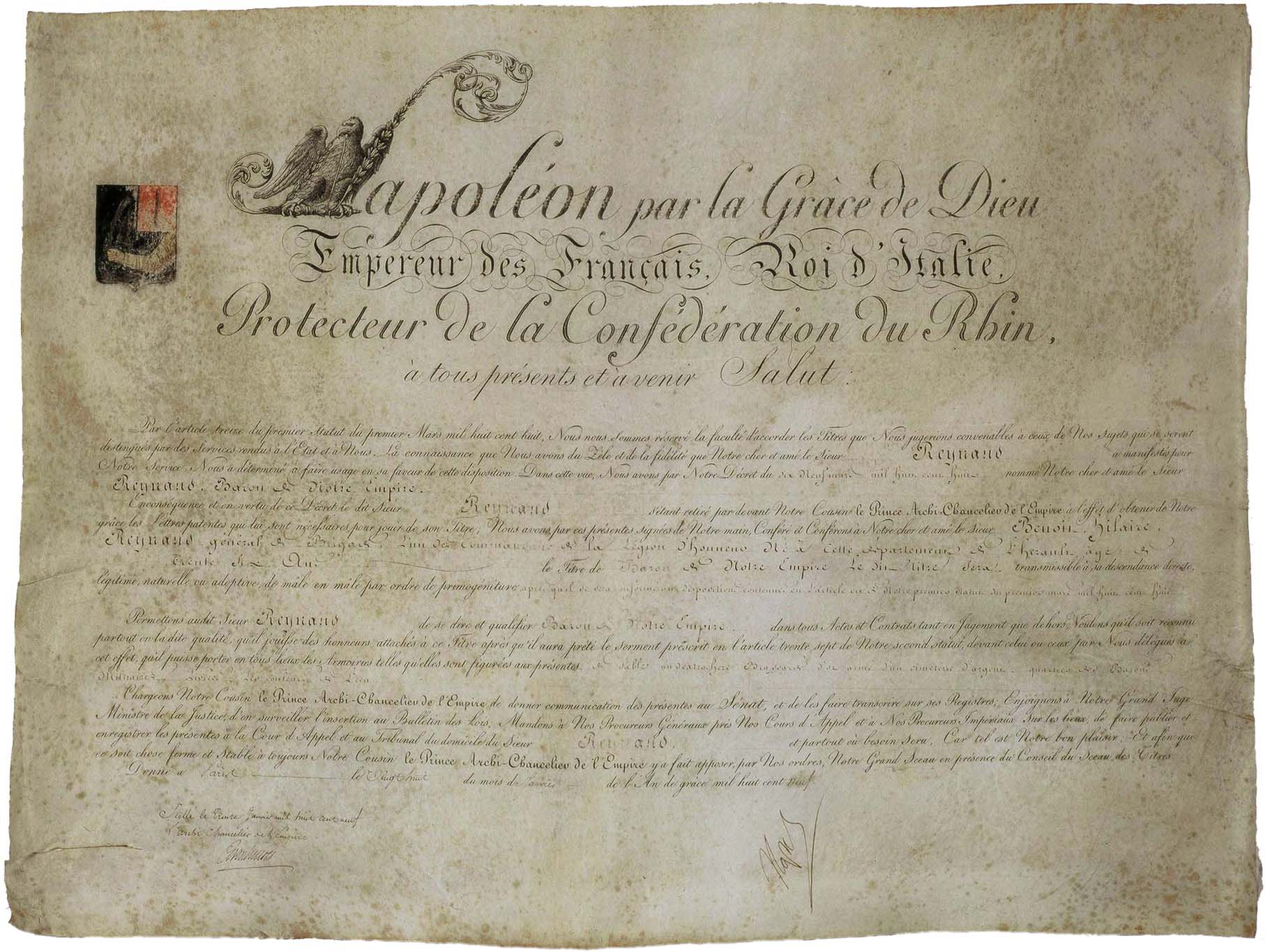
Lettres d'anoblissement d'Hilaire Reynaud (1808)

Lors des événements de Juillet, il signe la proclamation du préfet, hostile à l'orléanisme, provoquant un "charivari" auprès de la population. Il est alors muté dans le département de Lot-et-Garonne, par crainte de l'opposition des carlistes et des partisans du "mouvement". Mis en disponibilité le 20 septembre 1832, il est admis à la retraite le 11 octobre 1834.
Retiré du service, il se livre à diverses activités à Sète et devient notamment le gérant de l'entrepôt du port en 1836. Il est rappelé après l’avènement du Second Empire pour être placé dans le cadre de réserve, le 26 janvier 1853 et prête serment à Napoléon III le 15 février 1853.
Il meurt à Montpellier le 25 décembre 1855 à l'âge de 83 ans et est enterré dans le caveau des Reynaud au cimetière marin de Sète.

## Famille

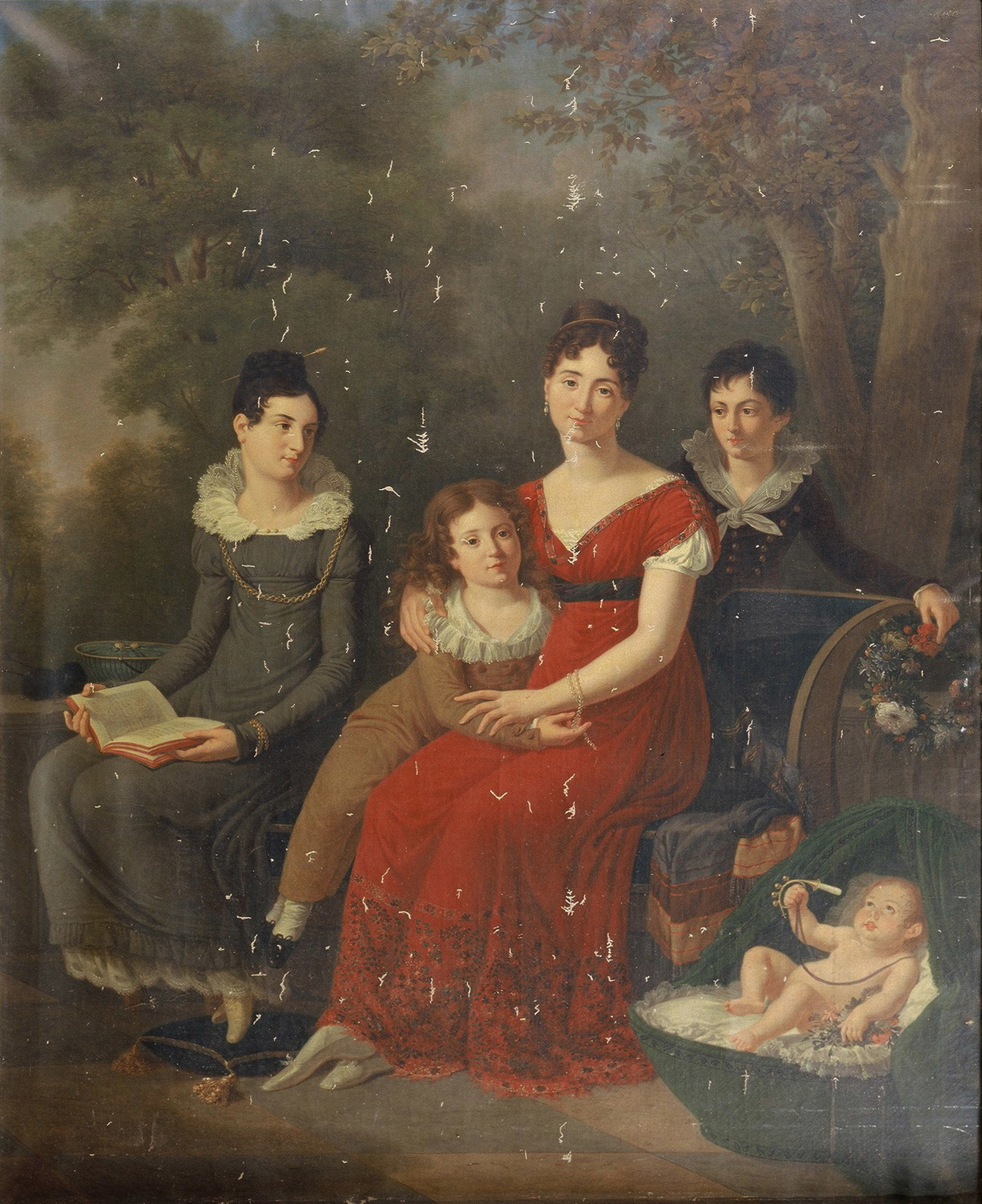
La baronne Reynaud et ses enfants dans les jardins du banquier Fulchiron à Passy (ancien hôtel de Valentinois, actuelle rue Singer) - 1814 att. Nanine Fulchiron

La famille Reynaud est originaire de Poussan dans l'Hérault. Aux XVIIe et XVIIIe siècles, Poussan avait été prépondérante dans le fonctionnement économique de l'ouest de la région montpelliéraine. Son ancienneté dans le tissu urbain langudocien et la richesse de sa terre avaient posé les bases de l'émergence d'une bourgeoisie riche et active.
Hilaire Reynaud appartient à une lignée de magistrats. Il est le fils de Barthélémy Reynaud, contrôleur des fermes du roi au bureau de la ville d'Agde puis au port royal de Sète, et de Marianne Rey. Barthélémy Reynaud était le fils de Jean Reynaud (1701-1773), bourgeois de Poussan, contrôleur des fermes du Roi au port d'Agde et de Marguerite Fabre. Marianne Rey était la fille d'Antoine Rey, conseiller du Roi, juge et conservateur des privilèges des foires royales de Montagnac et de Marie-Elisabeth Gayraud, fille unique d'un chirurgien juré de Montpellier originaire de Castelnau de Levezou. La famille Rey a donné des magistrats à la cour souveraine de Montpellier et vint s'établir à Montagnac où elle occupait la charge de juge et conservateur des privilèges des foires royales. Elle prit ensuite le nom de Rey de Lacroix.
Charles-Antoine Reynaud (1764-1842), frère aîné d'Hilaire, fut receveur principal des douanes royales à Sète, marié en 1res noces à Marie Tudesq (1761-1803), fille de Louis Tudesq, chirurgien et de Marie Tourron (sans postérité) et en 2ndes noces à Rose Bonjean (1769-1831), fille de François Bonjean, courtier royal de navires au port de Sète et de Marie Rose Monier. De cette 2de union, naîtra une fille unique, Amélie, qui épousera son cousin germain Louis Reynaud (cf. infra).
Dès la fin de l'Ancien-Régime puis sous l'Empire, les Reynaud bénéficieront à Paris de leurs attaches languedociennes, dans le réseau des relations, à la fois dense et prestigieux, qui s'articule autour de Cambacérès et de Chaptal, notamment auprès de deux familles influentes : les Lajard négociants originaires de Montpellier et leurs alliés Fulchiron, banquiers originaires de Lyon. Mme Fulchiron, épouse du banquier Gabriel Fulchiron puis de son neveu le député Aimé Fulchiron, assurera l'éducation des enfants Reynaud au décès de leur mère en 1815. Née Honorée Maron de Montjuzion, fille du directeur de la Cie de Guyanne, Mme Fulchiron (1769-1832) fréquentait les salons parisiens du Premier Empire et fut un peintre amateur de qualité.
Hilaire Reynaud épouse à Paris en 1799 Angélique Pelletier de Chambure (Vitteaux, 1781-Sète, 1817), fille de Hugues Pelletier de Chambure, conseiller du roi, receveur des gabelles et d'Elisabeth Pioret. Hugues Pelletier de Chambure fut sous la Révolution administrateur des postes à Arras ; accusé d'avoir convoyé la correspondance de l'armée des Princes, il fut guillotiné à Paris en 1794. Angélique de Chambure était également la sœur aînée de Laurent Augustin Pelletier de Chambure (Vitteaux, 1789-Paris, 1832), qui deviendra l'aide de camp de son mari et se distinguera durant les guerres de l'Empire.

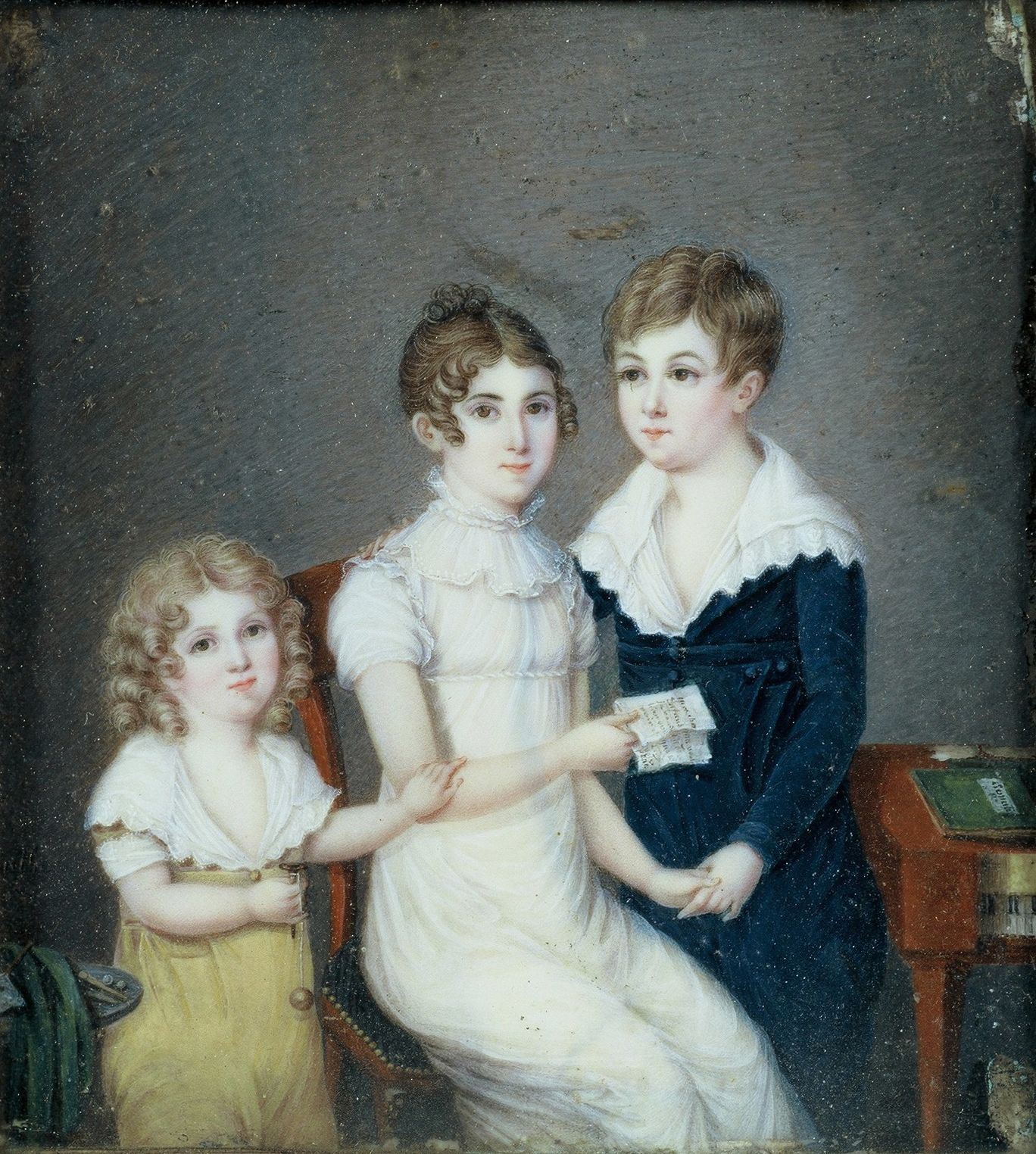
Pauline, Saint-Hilaire et Louis Reynaud (ca 1812)

De son mariage naquirent cinq enfants :
- Pauline Reynaud (1801-1877) épouse à Sète en 1817 Timoléon Brun (1794-1875), fils de Pierre-François Brun, ancien préfet de l'Ariège et de Rose Sagnier ; d'où postérité :
  - Caroline Brun (1819-?), épouse à Sète en 1840 Nicolas Virla (1801-1849), ingénieur des Ponts-&-Chaussées, fils de Laurent Virla et de Marguerite Curé ; d'où postérité :
    - Henriette Virla (1842-1842) ;
    - Paul Virla (1843-?), ingénieur civil, épouse Amélie Fournier (1830-?), fille d'Antoine Fournier et de Mélanie Beauvain ;
    - Angélique Virla (1849-?), † en bas âge

  - Angélique Brun (1822-?), épouse à Sète Adolphe Cathala (1814-1895), médecin en chef de l'hôpital de Sète, fils de ; d'où postérité :
    - Marguerite Cathala (1844-1851) ;
    - Thérèse Cathala (1846-?), épouse à Sète en 1871 Henri Rémaury (1833-1897), ingénieur des mines (frère de Caroline Montigny-Rémaury artiste lyrique, beau-frère du compositeur Ambroise Thomas, du général Thomas Renaud d'Alvigny et de l'ingénieur Auguste de Serres, collaborateur de Gustave Eiffel), d'où postérité (Angélique, épouse René Simon ; Adolphine, épouse Fernand Loisel ; Amélie et Pierre, architecte, épouse Léonore Briquet) ;
    - Maurice Cathala (1853-1884), médecin, épouse Clotilde Laugé (1856-?), d'où postérité (Albin Cathala, † en bas âge) ;
    - Alfred Cathala (1855-1919) sous-préfet, épouse Louise Pabelot du Chatelard (1864-1944), d'où postérité (Pierre Cathala, homme politique et Jean Cathala, médecin)

  - Jules Brun (1824-?), ami du peintre Jules Laurens et du collectionneur Alfred Bruyas, épouse à Paris-10e en 1861 Eliska Colrat (1818-1883), fille de Pierre Colrat et Pétronille van Maele, veuve de Pierre-Jacques Chateau, ingénieur des télégraphes en Russie ; d'où postérité :
    - Juliette Brun (1853-1872), sans postérité

  - Emile Brun (1832-?), journaliste, épouse à Paris-7e en 1869 Estelle de Bressy (1847-?), fille d'Agathion de Bressy, médecin à Alexandrie et de Pauline Kellenbach ; d'où postérité :
    - Timoléon Brun (1870-?), épouse Sérène Crousse (1871-?)
- Saint-Hilaire Reynaud (1805-1874), 2e baron Reynaud, officier de la garde royale, percepteur des contributions directes au Havre épouse à Montpellier en 1837 Anaïs Gervais (1813-1863), fille d'André Gervais, négociant en toiles à Montpellier et d'Adélaïde Castillon ; sans postérité

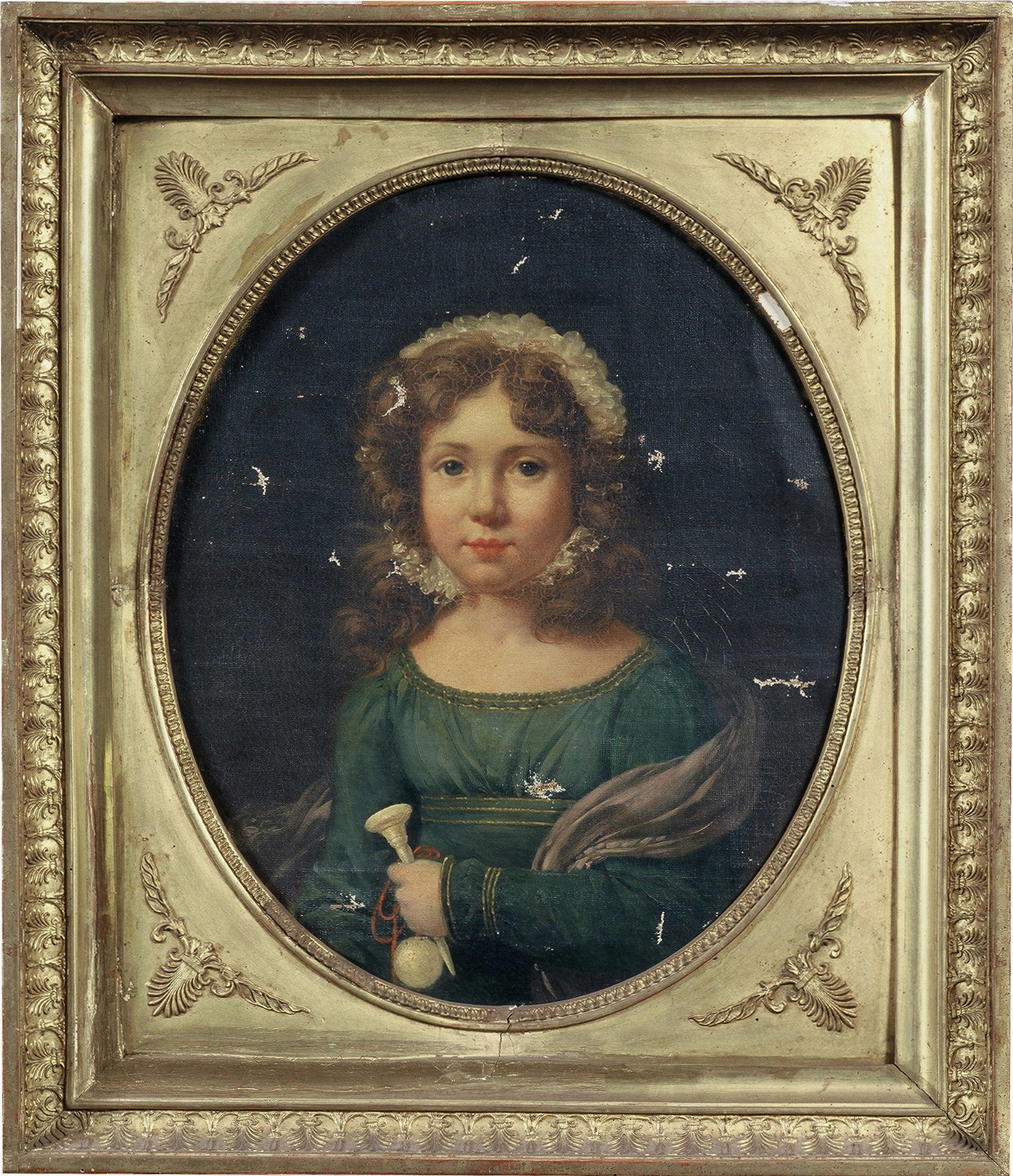
Honorine Reynaud ; par Nanine Fulchiron

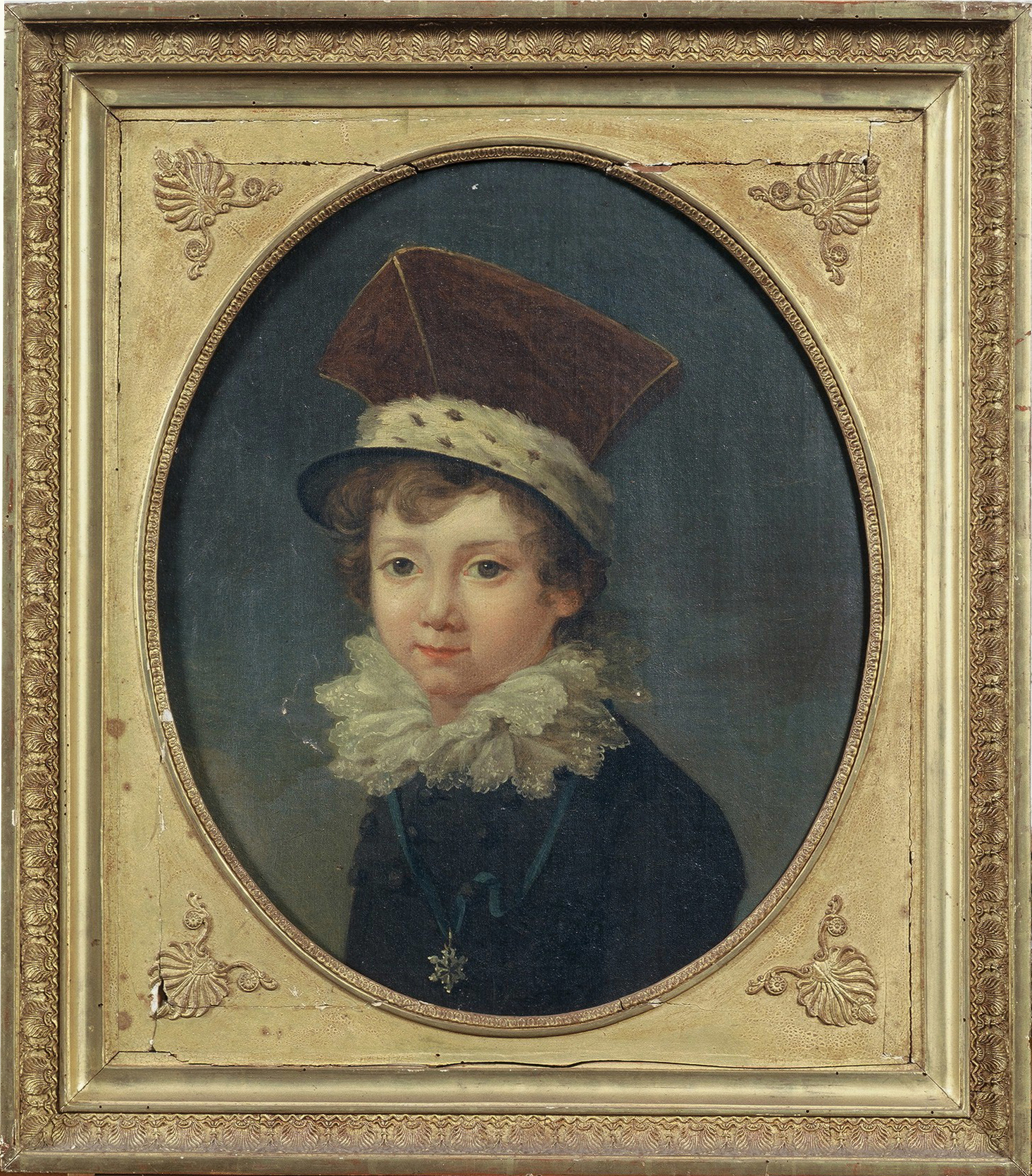
Charles Reynaud coiffé d'une konféderatka de chevau-léger de la garde impériale, par Nanine Fulchiron

- Louis Reynaud  (1806-1883), 3e baron Reynaud, banquier, maire de Sète (1842-1848), député de l'Hérault, officier de la Légion d'honneur, épouse à Sète en 1825 sa cousine germaine Amélie dite Nina Reynaud (1805-1880)- cf. supra, d'où postérité :
  - Cécile Reynaud (1826-1918), épouse à Sète en 1848 le vicomte Charles de Vallat (1816-1884), diplomate, commandeur de la Légion d'honneur, grand-officier de l'ordre de Charles III d'Espagne, fils de Frédéric de Vallat, propriétaire à Montpellier, chevalier de la Légion d'honneur et de Joséphine Barthélémy ; sans postérité (Berthe de Clerq, fille d'Alexandre de Clerq, filleule du vte de Vallat, leur légataire universelle épouse en 1876 Maurice Vignon- descendance Vignon et alliances Lemoyne de Sainte-Marie, Marin de Montmarin)
  - Alfred Reynaud (1828-1900), 4e baron Reynaud, officier de cavalerie (retiré à Saint-Eugène en Algérie), chevalier de la Légion d'honneur, épouse à Saint-Eugène (Algérie) Antoinette Lacoste (1837-?),fille de Pierre Lacoste et de Françoise Duchêne ; sans postérité
  - Marie Reynaud (1830-1865), épouse à Sète en 1851 Wilhelm Frederich (1827-1898), négociant originaire de Lunebourg en Basse-Saxe (ancien royaume de Hanovre), consul de Suède et de Norvège à Sète, chevalier de l'ordre de Vasa (Suède) , fils de Jacques Frederich et de Dorothée Heÿne, d'où postérité :
    - Amélie Frederich (1852-1914), épouse Isidore d'Ax de Vaudricourt (1841-1905), d'où cinq enfants (François, épouse sa cousine issu de germain Elsa Frederich ; Louis † en bas âge ; Louis, épouse Renée Lannes de Montebello ; Jean épouse Jeanne Delteil ; Raymond, épouse Marcelle Espagnan) ;
    - Ida Frederich (1854-1855)

  - Amélie Reynaud (1832-1896), épouse à Sète en 1856 Paul-Napoléon Doumet-Adanson (1834-1897), naturaliste, maire de Sète, chevalier de la Légion d'honneur et de l'ordre tunisien du Nichan Iftikhar, fils d'Emile Doumet, ancien maire de Sète, ancien député de l'Hérault, commandeur de la Légion d'honneur et de Félicie Jubé de La Perelle (fille du général Auguste Jubé de La Perelle et nièce du comte de Lacépède; d'où postérité :
    - Félicité Doumet-Adanson (1857-1870)
    - Louise Doumet-Adanson (1863-1892), épouse à Villeneuve-sur-Allier en 1886 Guillaume de Rocquigny (1852-1904), fils d'Auguste-Charles de Rocquigny et d'Henriette van Kempen ; d'où postérité (Hugues, épouse Mathilde de La Marque ; François, épouse Madeleine du Baret de Limé, Marie-Félicie, épouse Jean Perrin de Boislaville)
    - Marie Doumet-Adanson (1873-1874)

  - Hilaire Reynaud (1834-1835)
  - Timoléon Reynaud (1837-1882), officier de cavalerie ; d'où postérité de Françoise Loupsens (1851-?) :
    - François Reynaud (1879-?), limonadier à Montpellier ; épouse à Montpellier en 1904 Elisabeth Reginard (1885-?) ; postérité inconnue

  - Albert Reynaud (1839-1892), négociant à Sète, épouse à Gigean en 1865 Flora Poinsot (1846-1892), fille de Pamphile Poinsot (de la famille du général baron Pierre Poinsot de Chansac), propriétaire, maire de Gigean et de Marie Anterrieu ; d'où postérité :
    - Louis Reynaud (1865-1866),
    - Edouard Reynaud (1867-1941), 6e baron Reynaud
    - Emile Reynaud (1869-1946), 7e et dernier baron Reynaud, épouse à Sète en 1937 Marguerite Hardy (1890-1937), fille de René Hardy et Noémie Mathieu, sans postérité
    - Gabriel Reynaud (1872-1875)

  - Anatole Reynaud (1842-1891), négociant
  - Louis Reynaud (1843-1908), 5e baron Reynaud, diplomate, officier de la Légion d'honneur, commandeur de l'ordre de Charles III d'Espagne, épouse à Toulouse en 1874 Marie Bernadou (1849-1923), fille de Léon Bernadou, négociant et de Hermence Labatut ; d'où postérité :
    - Suzanne Reynaud (1875-1962), sans postérité
    - Madeleine Reynaud (1878-1925), sans postérité
    - Marie-Louise Reynaud (1880-1947), sans postérité
    - Geneviève Reynaud (1884-1971), épouse à Toulouse en 1921 Max Debourdieu (1898-1986), officier, fils de Jean Debourdieu et de Caroline Bauer ; d'où postérité (Josette, épouse René Cortin)
- Honorine Reynaud (1815-1893), épouse à Paris en 1832 le baron Alfred Pérignon (1805-1860), auditeur puis maître de requêtes au Conseil d'État, fils du baron Pierre Pérignon, avocat, président du conseil général de la Seine et de Louise Coudougnan, d'où postérité :
  - Maurice Pérignon (1835-1884), épouse à Vouillé Camille d'Assailly (1840-1922), fille du comte Alfred d'Assailly et d'Ocatvie de Lasteyrie du Saillant (petite-fille du général La Fayette) ; d'où postérité :
    - Paul Pérignon (1865-1935), planteur à Phan-Rang, président de la chambre de commerce de l'Annam, épouse Augustine Faulcon (1860-?), sans postérité ; postérité de Thi Ut Huyat (?-1915) (Louise, épouse Gérard Naulin, puis Paul Rivière et George, épouse Émilie Tournerie)
    - Marie Pérignon (1868-1906)
    - Marthe Pérignon (1870-1881)
    - Camille Pérignon (1875-1938), épouse en 1897 à Paris 7e Félix de Baudreuil (1864-1924), d'où postérité (Henry, épouse Yvonne de Fadate de Saint-George et François épouse Yolande de Cussy de Cornulier)
- Charles Reynaud (1817-1897), industriel à Sète, épouse à Sète en 1843 Amélie Gaffinel (1824-1899), fille de Calixte Gaffinel, négociant en bois merrain à Sète et de Philippine Barret, d'où postérité :
  - Gabriel Reynaud (1843-1908), ingénieur des Ponts & Chaussées, épouse à Sète en 1881 Émilie Dartiguelongue (1859-1914), fille d'Eugène Dartiguelongue, magistrat et de Louise Capin ; d'où postérité :
    - Louise Reynaud (1882-1979), épouse Edmond Girard (1881-1979), ingénieur général des Ponts-&-Chaussées, fils d'Alexandre Girard, magistrat et d'Émilie Celler (parente du peintre Jean-Léon Gérôme), sans postérité

  - Blanche Reynaud (1845-1921), épouse à Sète en 1865 Henry Bénézech (1836-1906), négociant, fils de Justinien Bénézech, négociant et d'Anaïs Brunet ; d'où postérité :
    - Claire Bénézech (1837-1939), épouse Jean-Baptiste Maissiat (1863-1946), officier, commandeur de la Légion d'honneur, fils d'Henri Maissiat et de Caroline Jérôme ; d'où postérité (Henriette ; Françoise ; Jacqueline, épouse Armand Henrot ; Jean, épouse Renée Mania)
    - Germaine Bénézech (1868-1868)
    - Amélie Bénézech (1870-1910)
    - George Bénézech (1881-1914), † pour la France

  - Calixte Reynaud (1847-1847)
  - Louise Reynaud (1852-1919) ; sans postérité

## Décorations, titres, honneurs…

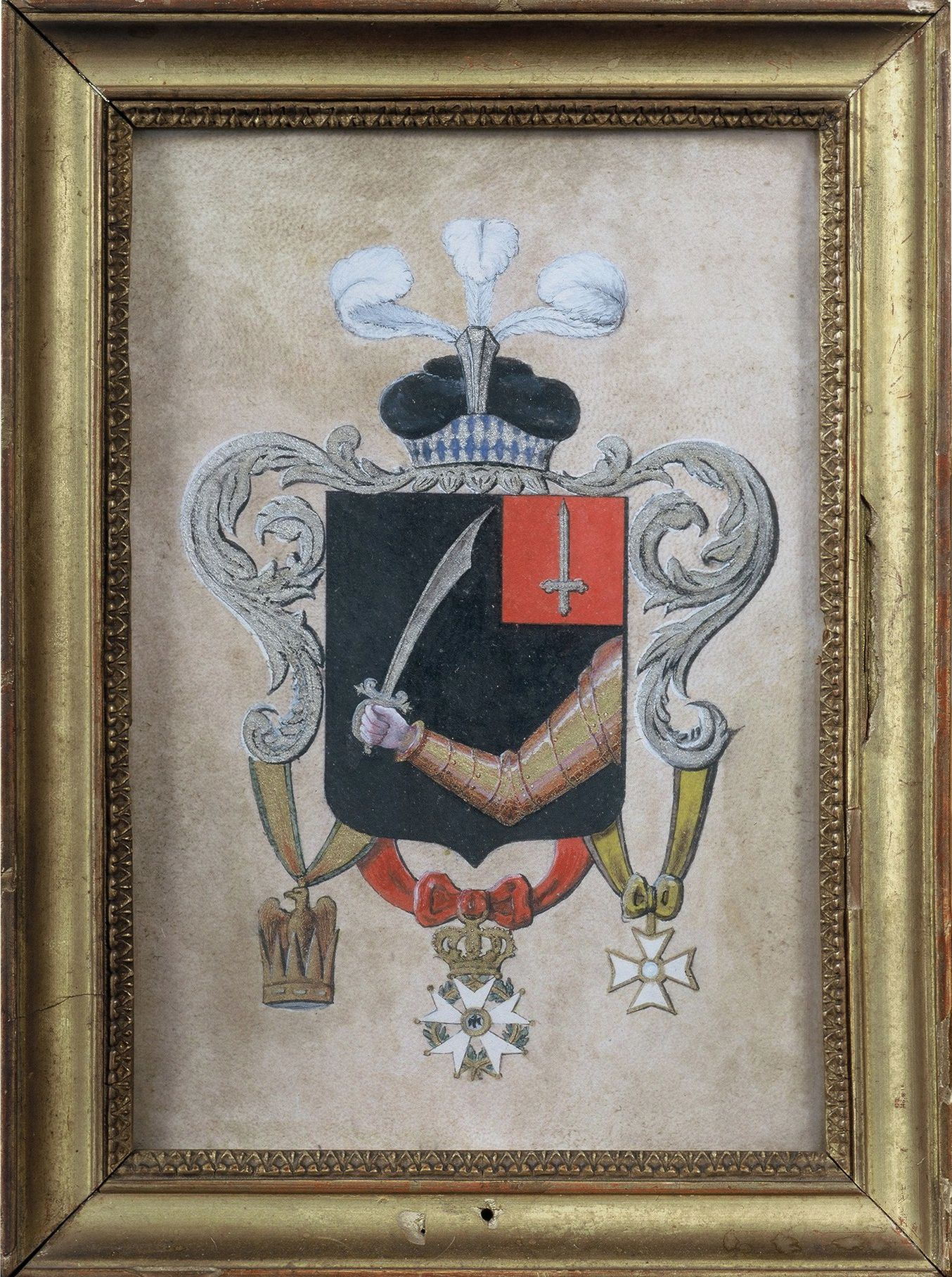
Armes Reynaud

- Membre de la Légion d'honneur le 5 juin 1804 et commandeur le 25 du même mois[2]
- Chevalier de l'ordre de la Couronne de fer (1809)
- Chevalier de l'ordre du Mérite militaire du Württemberg.
- Baron d'Empire par lettres patentes signées par l'Empereur à Paris au palais des Tuileries le 28 janvier 1808[3], avec dotation de 10 000 francs de rentes sur des biens en Westphalie et concession d'armoiries « De sable au dextrochère brassardé d'or mouvant de senestre, armé d'un cimeterre d'argent, au franc quartier des barons militaires qui est de gueules à l'épée haute en pal d'argent. L'écu timbré d'une toque de velours noir retroussée de contrevair avec porte-aigrette en argent surmonté de trois plumes, accompagné de deux lambrequins d'argent ».
- Chevalier de l'ordre de Saint-Louis en 1814 lors de la première Restauration